# Halsbrücker Esse

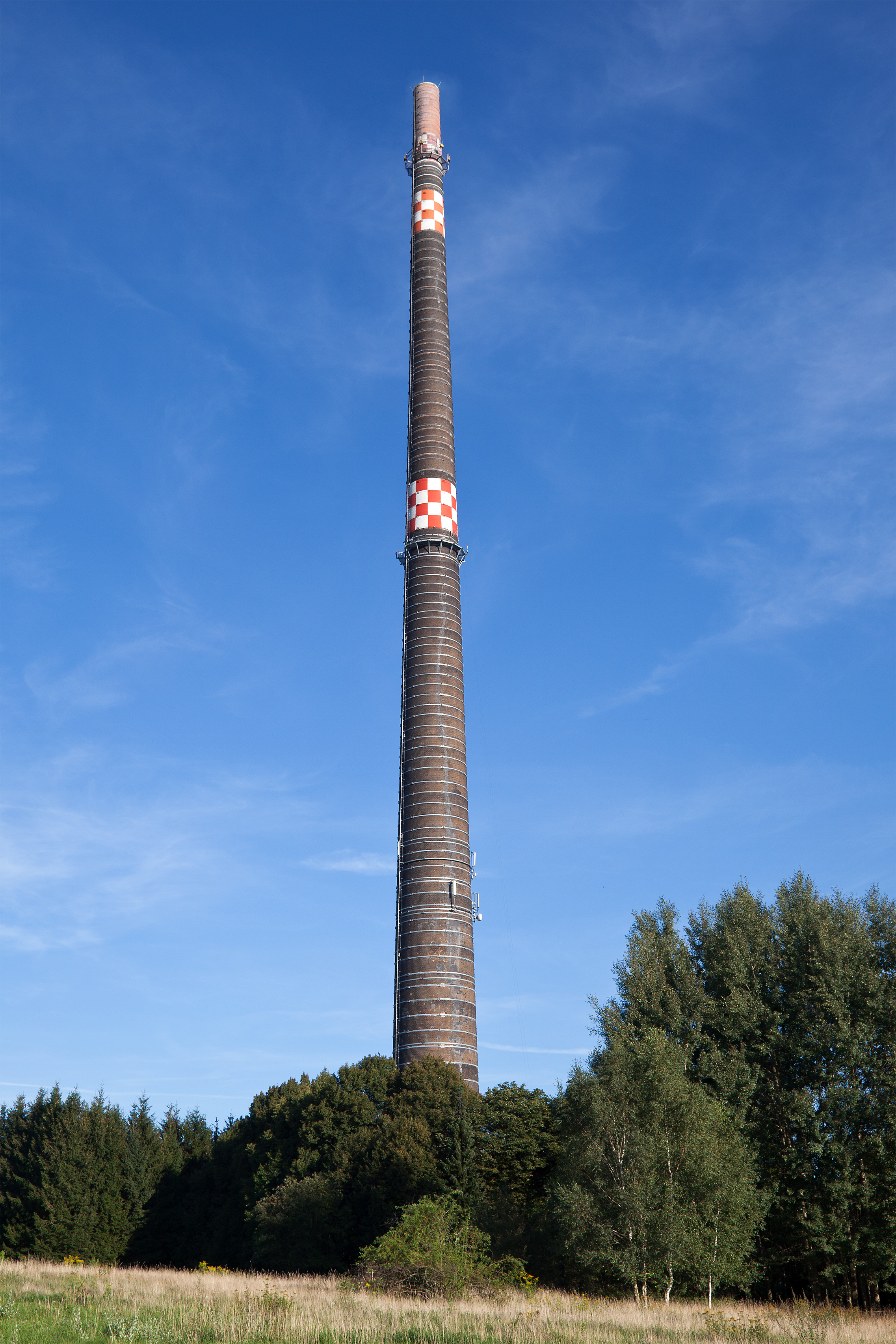
Halsbrücker Esse (2011)

Die Halsbrücker Esse, auch unter dem Namen Hohe Esse, Halsbrück(e)ner Esse oder Halsbrück((e)n)er Hohe Esse bekannt geworden (Esse ostmitteldeutsch: Schornstein), ist ein 140 Meter hoher, frei stehender (Industrie-)Schornstein mit zugehörigem Rauchkanal, der 1888/89 zur Ableitung und Verdünnung der giftigen Rauchgase der Halsbrücker Schmelzhütten errichtet wurde. Der Schornstein war damals der höchste der Welt. Er gilt heute noch als der höchste Ziegelschornstein Europas (der Schornstein Anaconda Smelter Stack in Montana, USA ist höher) und ist ein industriegeschichtliches und technisches Denkmal. Die Hohe Esse ist das Wahrzeichen von Halsbrücke sowie, begünstigt durch den Umstand, dass ihr Fuß auf etwa 380 m Meereshöhe liegt, eine weithin sichtbare Landmarke.

## Geschichte und Konstruktionsdaten

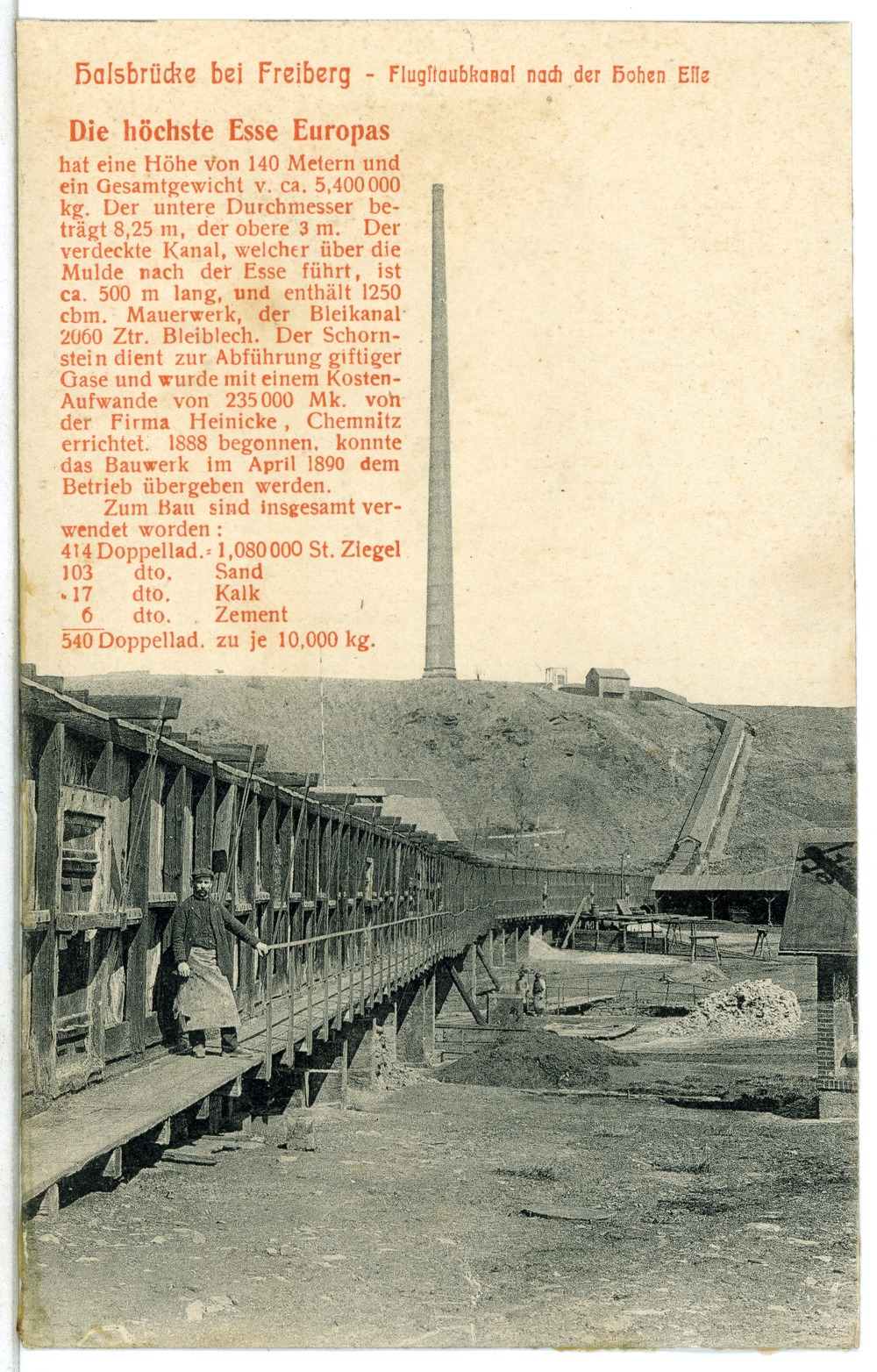
Rauchkanal zur Esse (1911)

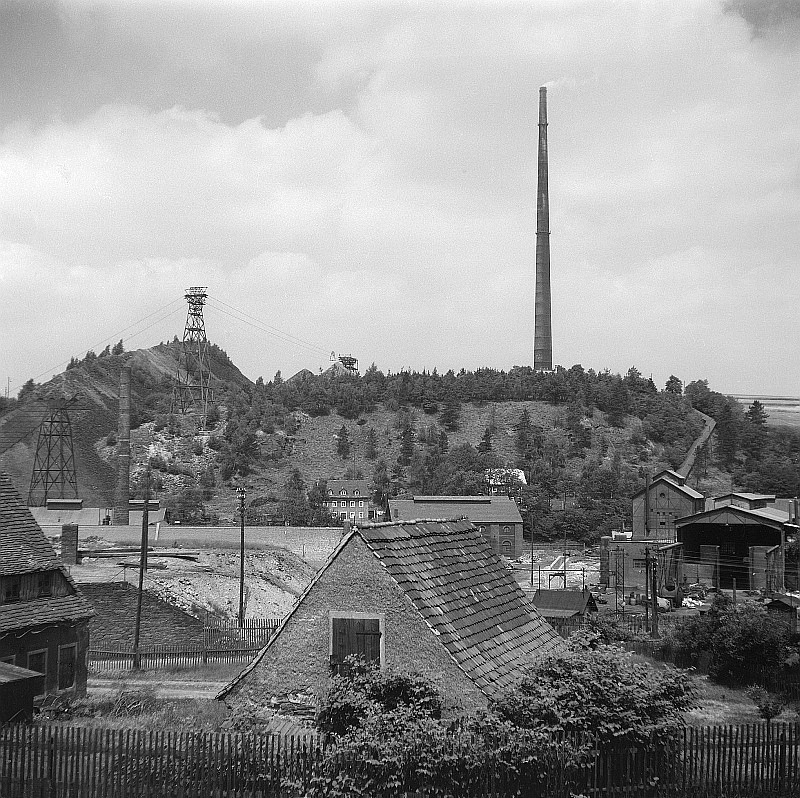
Halsbrücker Hüttenanlagen und die Halsbrücker Esse (1964)

Die Halsbrücker Esse befindet sich etwa 0,6 km nördlich von Halsbrücke bei Freiberg auf dem rechten Talhang der Freiberger Mulde und der Flur des früheren Ortsteiles Sand. Sie wurde vom 22. September 1888 bis 28. Oktober 1889 von der Chemnitzer Fabrikschornsteinbaufirma H. R. Heinicke gebaut. Dem Bau gingen jahrelange massive Beschwerden und Klagen von Bewohnern und Bauern der umliegenden Dörfer voraus, die schädliche Einflüsse des Hüttenrauches auf den Viehbestand, die Ernteergebnisse und die menschliche Gesundheit feststellten.
Die Grundfläche des Bauwerkes umfasst 144 Quadratmeter, der untere Durchmesser beträgt 8,25 und der obere Durchmesser drei Meter. Der Schornstein besteht aus 4140 Tonnen feuerfesten, aus Ton gebrannten Ziegelsteinen, die aus der Grube Ilse bei Senftenberg stammten. Der Mörtel setzt sich aus 170 Tonnen böhmischem Kalk, 1030 Tonnen Elbsand und 60 Tonnen Zement zusammen, so dass die Gesamtmasse auf etwa 5400 Tonnen geschätzt wird. Das Besteigen des Schornsteines geschieht durch innen und außen angebrachte Steigeisen. Zur Stabilisierung wurden eiserne Ringe angebracht mit einem unteren vertikalen Abstand von 5,5 Metern, der sich nach oben auf zwei Meter verringert. Mit den Schmelzhütten in der Talsohle ist er durch einen 500 Meter langen Rauchgaskanal verbunden.
Ende April 1890 wurde das Industriebauwerk in Betrieb genommen.
Der Bau dieses Schornsteines, der bereits in Kenntnis von Umweltschäden durch Rauchgase veranlasst wurde, führte dazu, dass zwar auf der Leeseite der Hauptwindrichtung (Ost bis Südost) die Rauchschäden in der unmittelbaren Umgebung begrenzt wurden, das Problem aber etwa 15 bis 20 Kilometer weiter in den Tharandter Wald „verlegt“ wurde. Dort stellte man durch den Hüttenrauch verursachte Schäden fest und begann, sie wissenschaftlich zu untersuchen.